# Хусаїново (Бєлорєцький район)
Хусаї́ново (рос. Хусаиново, башк. Хөсәйен) — присілок у складі Бєлорєцького району Башкортостану, Росія. Входить до складу Шигаєвської сільської ради.
Населення — 238 осіб (2010; 264 в 2002).
Національний склад:
- башкири — 98%